# Bistum Barcelona
Das Bistum Barcelona (lateinisch Dioecesis Barcinonensis in Venetiola) ist eine in Venezuela gelegene römisch-katholische Diözese mit Sitz in Barcelona.

## Geschichte
Das Bistum Barcelona wurde am 7. Juni 1954 durch Papst Pius XII. mit der Apostolischen Konstitution Summa Dei voluntate aus Gebietsabtretungen des Bistums Ciudad Bolívar errichtet und dem Erzbistum Caracas als Suffraganbistum unterstellt. Am 21. Juni 1958 wurde es Suffraganbistum des Erzbistums Ciudad Bolívar. Am 16. Mai 1992 wurde das Bistum Barcelona dem Erzbistum Cumaná unterstellt. Am 31. Mai 2018 gab es mehr als die Hälfte seines Territoriums und fast ein Viertel der Gläubigen zur Errichtung des Bistums El Tigre ab.

## Bischöfe von Barcelona
- José Humberto Paparoni, 1954–1959
- Angel Pérez Cisneros, 1960–1969, dann Koadjutorerzbischof von Mérida
- Constantino Maradei Donato, 1969–1991
- Miguel Delgado Ávila SDB, 1991–1997
- César Ramón Ortega Herrera, 1998–2014
- Jorge Anibal Quintero Chacón, seit 2014